# Maronitská archieparchie Damašek
Archieparchie Damašek je maronitská katolická archieparchie nacházející se v Sýrii.

## Území
Zahrnuje území města Damašek, kde se nachází hlavní chrám, katedrála svatého Antonína.

## Historie
Roku 1527 byla zřízena eparchie Damašek a roku 1736 byla povýšena na archieparchii.
V noci z 9. na 10. července 1860 Drúzové zabili  skupinu františkánských misionářů a tří laiků maronitů, kteří jsou známi jako mučedníci z Damašku.

## Seznam biskupů a arcibiskupů
- Antonios (1523–?)
- Giorgio Salomo, O.S.A. (1560–1574)
- Youssef Girgis al-Basluqiti (1577–1580)
- Sarkis Risio nebo Rizzi (1600–1630)
- Sarkis Al Jamri (zmíněn roku 1661)
- Simon Awad (1716–1743)
- Arsenio 'Abdoul-Ahad (zmíněn roku 1774)
- Youssef Boutros Tyan (1786–1788)
- Germanos El Khazen (1794–1806)
- Estefan I. El-Khazen (1806–1830)
- Youssef El Khazen (1830–1846)
- Estefan II. El-Khazen (1848–1868)
- Nomatallah Dahdah (1872–?)
- Paolo Massad (1892–1919)
- Béchara Richard Chémali (1920–1927)
- Jean Elie El-Hage (1928–1955)
- Antoine Hamid Mourany (1989–1999)
- Raymond Eid (1999–2005)
- Samir Nassar (od 2006)